# Itáliai háborúk

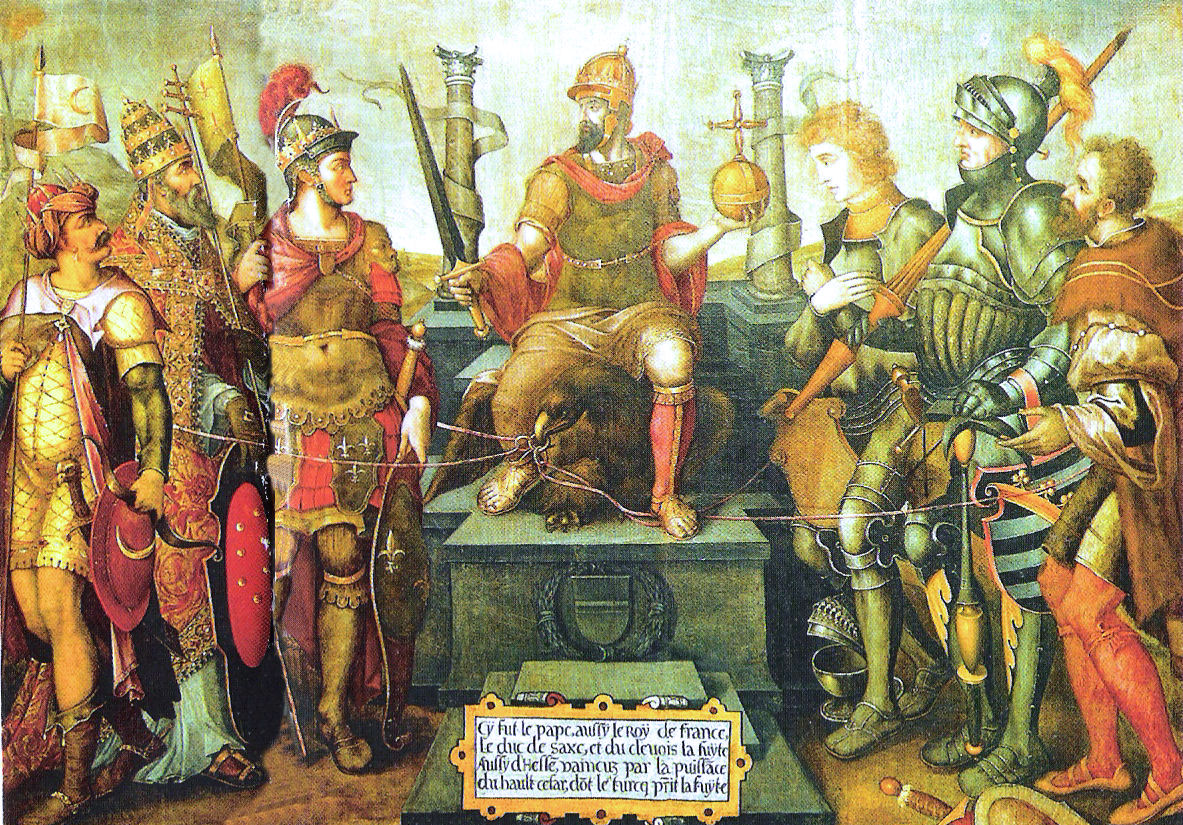
A győzelmes V. Károly császár és legyőzött ellenfelei. Allegorikus kép, 1550. körül. (Balról jobbra: Nagy Szulejmán, VII. Kelemen pápa, I. Ferenc francia király, V. Károly császár (a trónon), Vilmos, Jülich-Kleve-Berg hercege, I. János Frigyes szász választófejedelem, I. Fülöp hesseni őrgróf).

Az itáliai háborúk vagy reneszánsz háborúk az 1494 és 1559 között, főként Itália területén lezajlott konfliktus-sorozat volt, amelynek főszereplői egyfelől francia Valois-k, másfelől a Német-római Birodalom és az ekkoriban egyesülő Spanyolország trónját egyaránt birtokló Habsburgok voltak. Rajtuk kívül Nyugat-Európa és Itália szinte minden állama (köztük Anglia, Skócia, a svájci kantonok, a pápai állam, a Milánói Hercegség, a Velencei és a Genovai Köztársaság, Firenze, a Savoyai Hercegség és az Oszmán Birodalom is részt vett a háborúkban.

## Eredetük
Az első itáliai háborúk eredetileg a Nápolyi Királyság körüli francia–aragóniai dinasztikus ellentétekből (ld. szicíliai vecsernye) alakultak ki, később a Milánói Hercegség iránti francia öröklési igény került a konfliktus középpontjába.

## Itáliai háborúk időrendben

### Francia hadjáratok Észak-Itáliában (1494–1505)

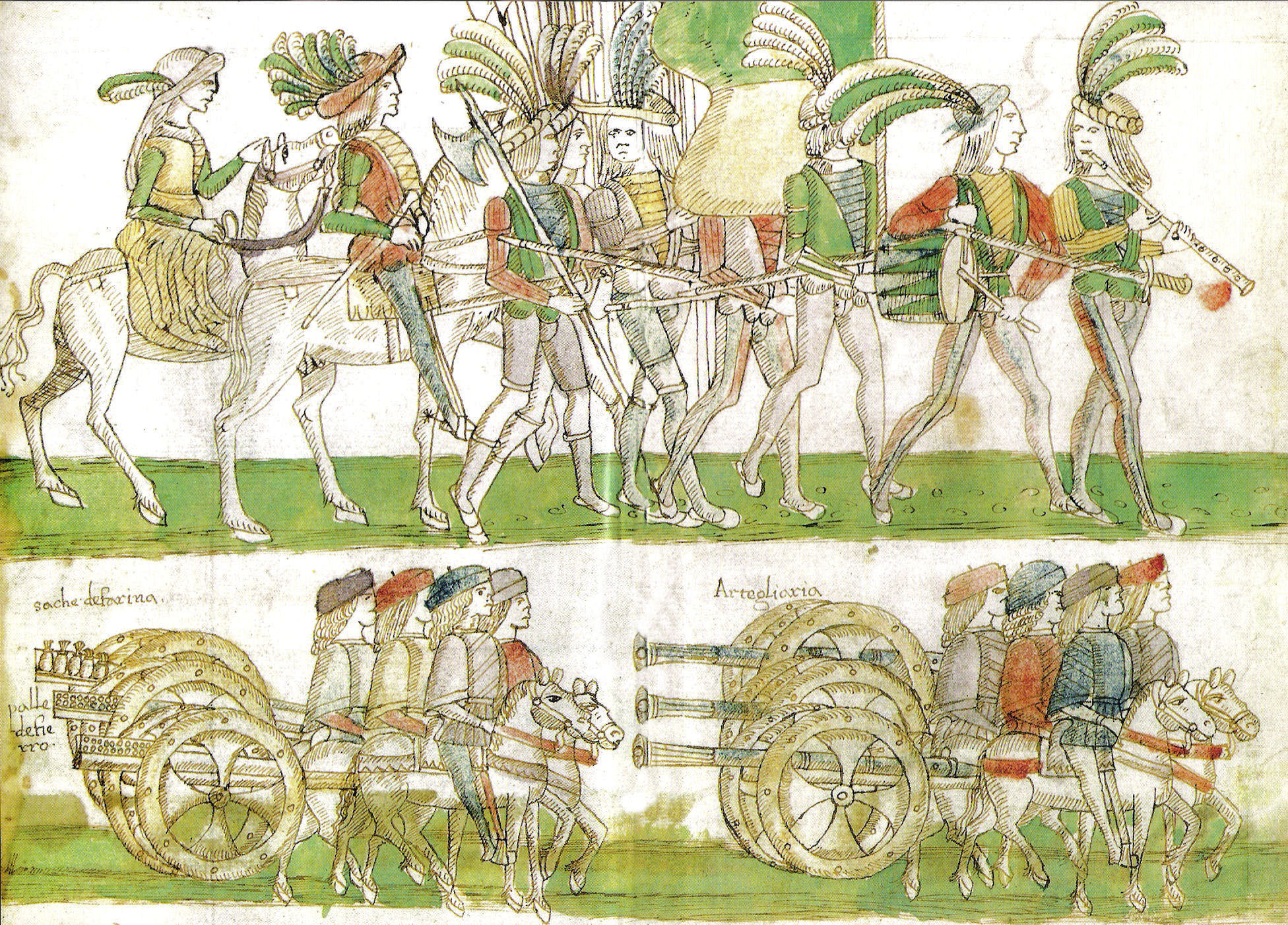
Franciák bevonulása Nápolyba, 1495.

- Itáliai háború (1494–98), vagy „első itáliai háború” vagy „VIII. Károly háborúja”
  - Franciaország (VIII. Károly király), vele szemben a Szent Ligába tömörült pápai állam, Velence, Nápolyi Királyság, Milánói Hercegség és a Német-római Birodalom között zajlott.
  - Fontos ütközetek: rapallói csata (1494. szeptember 5.), fornovói csata (1495. július 6.)
  - Lezárás: lényegében az Alcalá de Henares-i fegyverszünet (1497 novembere).
- Itáliai háború (1499–1504) vagy „második itáliai háború” vagy „XII. Lajos háborúja” vagy „első nápolyi háború”.
  - Franciaország (XII. Lajos király) és Velence, valamint a Milánói Hercegség, Nápoly és Aragónia között zajlott.
  - Fontos ütközetek: cerignolai csata (1503. április 21.), gariglianói csata (1503. december 29.)
  - Lezárás: lyoni fegyverszünet (1504 februárja), blois-i szerződés (1505 októbere).
  - Megjegyzés: Egyes történészek e háború két szakaszát két önálló háborúként tárgyalják:

Velence győzelme a cambrai-i liga felett. Palma Giovane allegorikus festménye, Dózse-palota (Velence).

Első szakasza 1499–1500 között („második itáliai háború”), Ludovico il Moro francia fogságba jutásáig (1500),
második szakasza a granadai szerződést követően, 1501–1504 között („harmadik itáliai háború” vagy „második nápolyi háború”).

### A cambrai-i liga háborúi (1508–16)
más néven  „Velence nagy háborúja”
- A cambrai-i liga első háborúja (1508–10)
  - Egyfelől a cambrai-i liga: Franciaország, a pápai állam, Aragónia, Kasztília, Német-római Birodalom, szemben velük Velence, Ferrara, Urbino.
  - Fontos ütközetek: cadorei háború (1508. február–június), agnadellói csata (1509. május 14.), Padova ostroma (1509. szeptember), polesellai csata (1509. december 22.).
- A cambrai-i liga második háborúja (1510–11)
  - Egyfelől Franciaország és Ferrara, velük szemben a pápai állam, Velence, Urbino.
  - Fontos csaták: Velencei hadjáratok Veneto-Lombardia térségében.
- A cambrai-i liga harmadik háborúja (1511–13) vagy a Szent Liga háborúja.
  - Egyfelől Franciaország és Ferrara, velük szemben a Szent Liga: pápai állam, Velence, Aragónia, Kasztília, Német-római Birodalom, Anglia, Skócia, Milánói Hercegség, Firenze, és Svájc (kantonok).
  - Fontos csaták: ravennai csata (1512. április 11.)
- A cambrai-i liga negyedik háborúja (1513–16)
  - Egyfelől Franciaország, Velence, Skócia, Ferrara, velük szemben a Német-római Birodalom, Aragónia, Kasztília), Anglia, a pápai állam, Milánói Hercegség, Firenze, Urbino és Svájc (kantonok).
  - Fontos csaták: novarai csata (1513. június 6., guinegatte-i csata (1513. augusztus 16.), La Motta-i csata (1513. október 7.), marignanói csata (1515. szeptember 13-14.)
  - Lezárás: noyoni békeszerződés (1516 augusztus 13.), brüsszeli békeszerződés (1516 december 3.)

### Spanyol–francia (Habsburg–Valois) háborúk (1521–59)
V. Károly császár és I. Ferenc, majd II. Henrik francia király között:

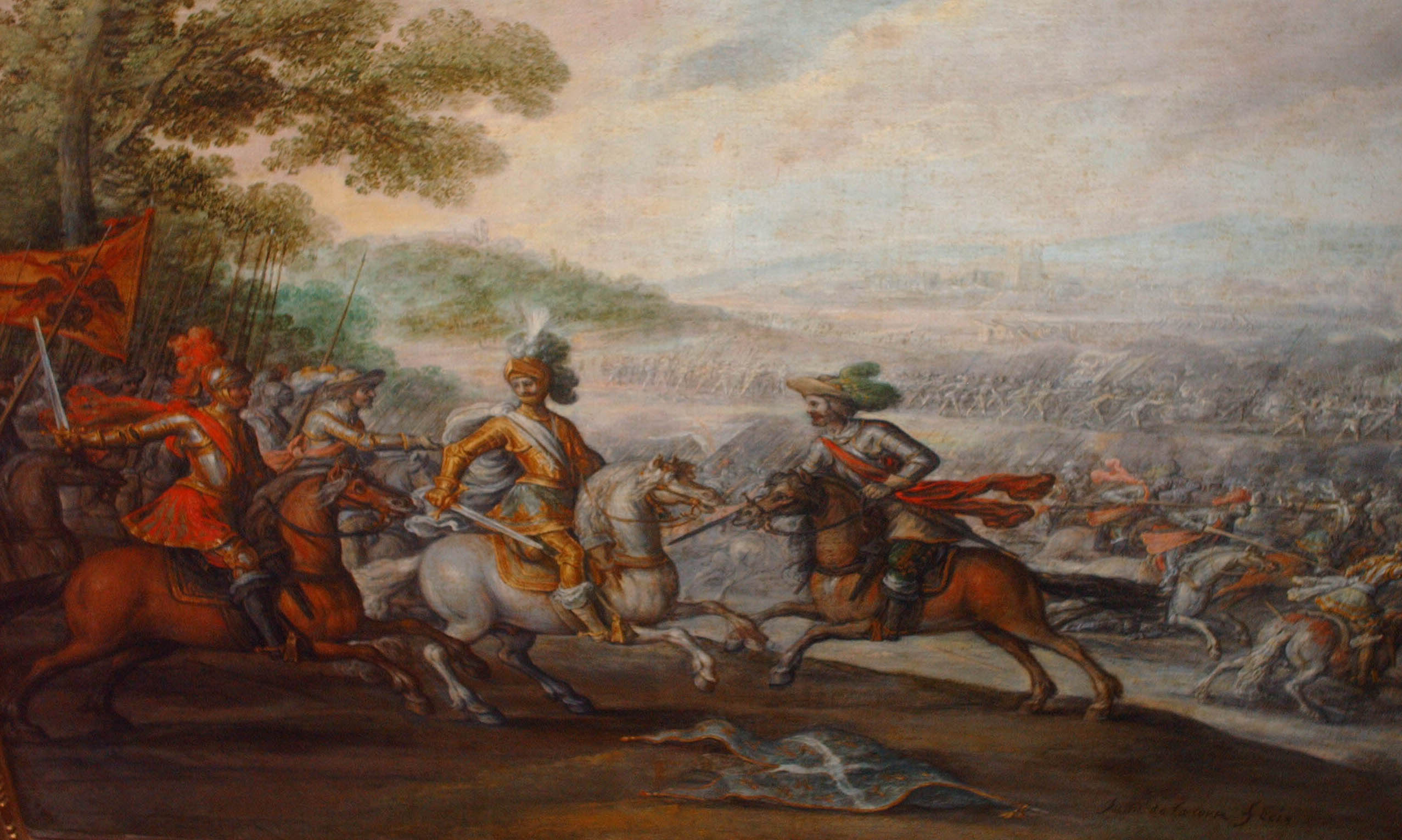
I. Ferenc király elfogása a páviai csatában (1525)

- Itáliai háború (1521–26), vagy „négyéves háború”
  - egyfelől Franciaország, Navarra és Velence, velük szemben V. Károly országai, Anglia és a pápai állam.
  - Nagyobb ütközetek: bicoccai csata (1522. április 27.), Sesia-menti csata (1524. április 30), páviai csata (1525. február 24.
  - Lezárás (átmenetileg): madridi békeszerződés (1526), amelyet a spanyol fogságban ülő I. Ferenc király írt alá.
- A cognaci liga háborúja (1526–30) 
  - egyfelől V. Károly császár országai, Ferrara és (1528-ig) a Genovai Köztársaság, velük szemben Franciaország, a Navarrai Királyság, a pápai állam, Velence, Firenze, a Milánói Hercegség és (1528 után) Genova is, ill. az Oszmán Birodalom.
  - Fontos események: mohácsi csata (1526), Róma 1527-es kirablása (Sacco di Roma), landrianói csata (1529), Firenze ostroma (1529–30), gavinanai csata (1530. augusztus 3.)
  - A háború a madridi békeszerződés megszegése nyomán kezdődött, és a cambrai-i békeszerződés (a „hölgyek békéje”) zárta le 1529 végén.

- Itáliai háború (1535–38)

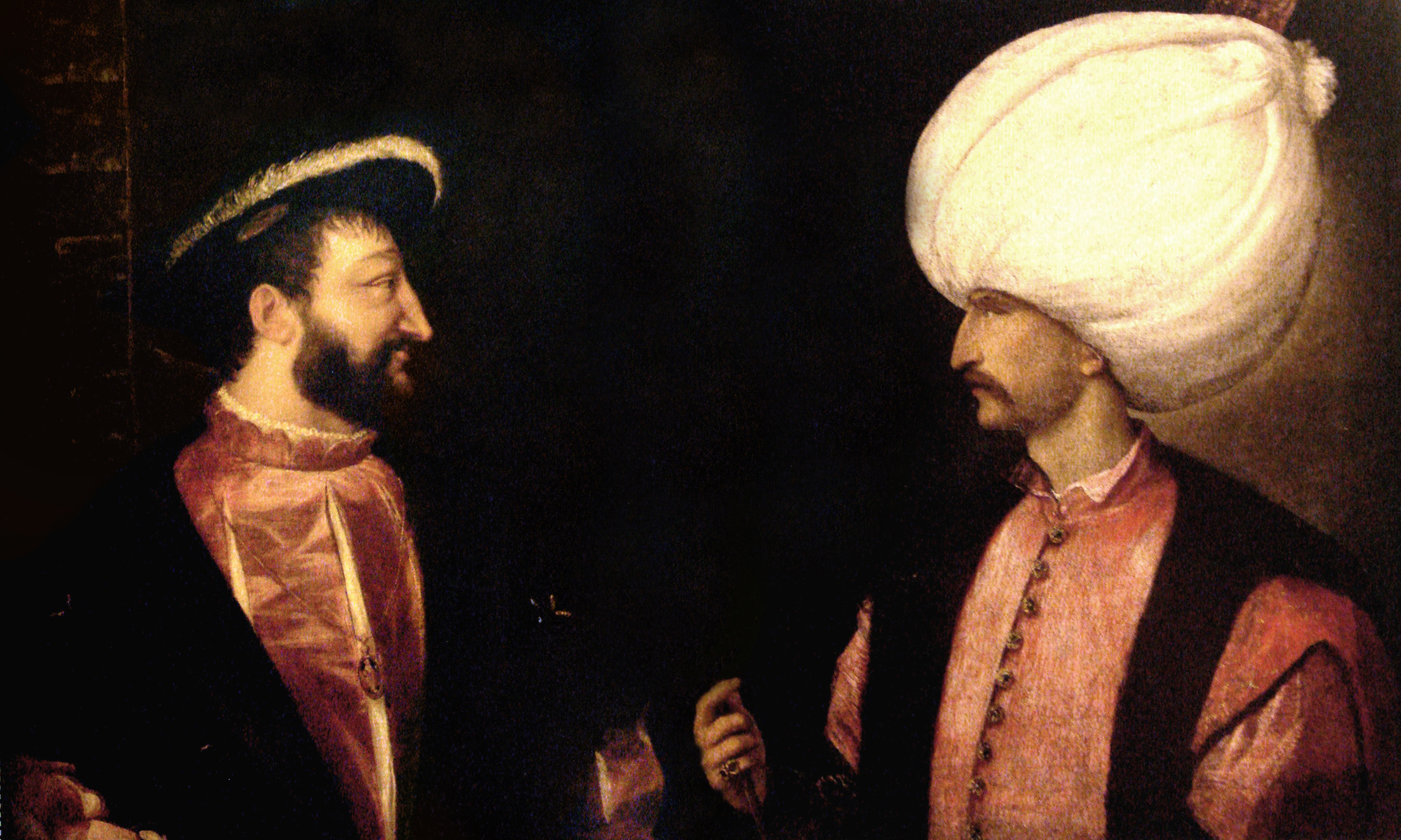
I. Ferenc király és Nagy Szulejmán szultán (Tiziano festményei, 1530. k.)

  - egyfelől V. Károly államai, velük szemben Franciaország és az Oszmán Birodalom.
  - hadműveletek: spanyol hadjárat Provence-ban (1536), francia–török hadjárat Piemontban (1536), prevezai tengeri csata (1538)
  - Lezárás: nizzai fegyverszünet (1538) (nizzai békeszerződés)
- Itáliai háború (1542–46)
  - egyfelől Franciaország, az Oszmán Birodalom és Jülich-Kleve-Berg Hercegség, velük szemben V. Károly császár országai, Anglia, Szászország és a Brandenburgi Választófejedelemség.
  - Boulogne ostroma (1544-46), Perpignan francia ostroma (1542), Nizza francia–török ostroma (1543), ceresolei csata (1544), mühlbergi csata (1546), tengeri hadműveletek.
  - Lezárás: crépyi fegyverszünet (crépyi békeszerződés, 1544. szeptember), ardresi békeszerződés (1546), drinápolyi béke (1547)

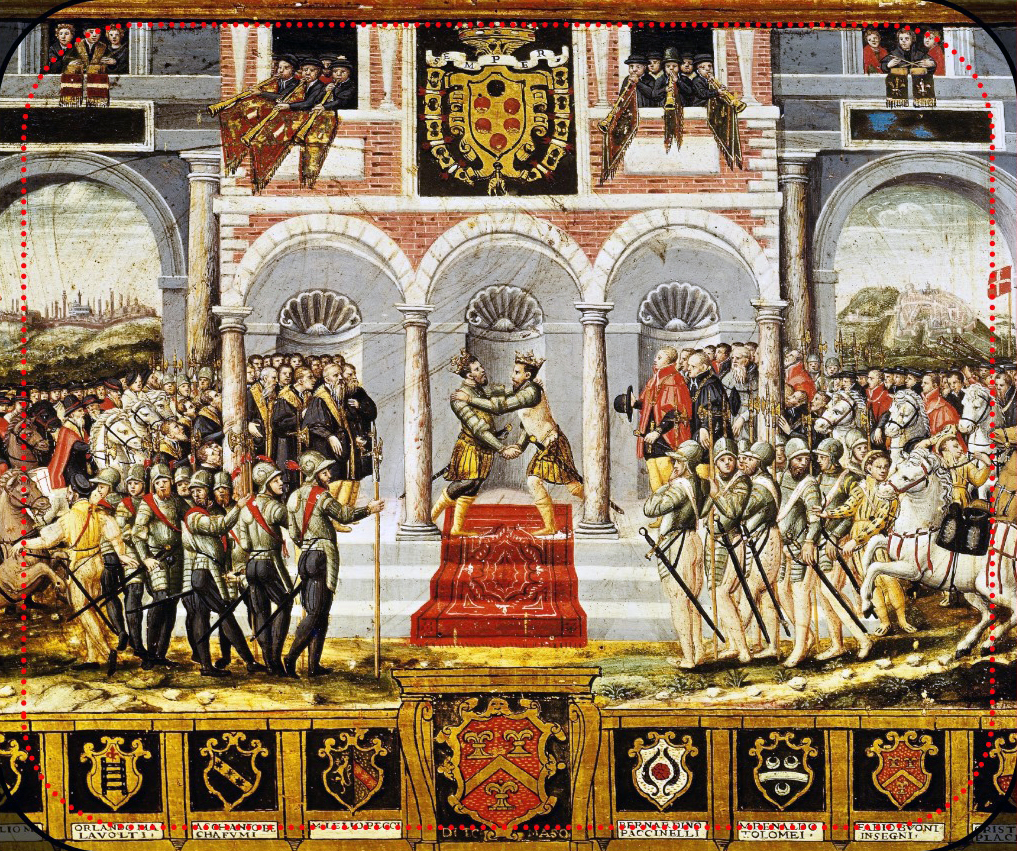
A cateau-cambrésis-i békeszerződés allegorikus ábrázolása

- Itáliai háború (1551–59) vagy „Habsburg–Valois háború”
  - egyfelől Franciaország (II. Henrik király), az Oszmán Birodalom és Siena, velük szemben V. Károly császár országai (Német-római Birodalom, Spanyolország), Anglia, Firenze és Savoya.
  - Fontos csaták: Tripoli ostroma (1551), Mirandola ostroma (1551), Korzika francia inváziója (1553), marcianói (scannagallói) csata (1554), saint-quentini csata (1557), gravelines-i csata (1558).
  - egyéb események: chambord-i szerződés (1552)
  - Lezárás: cave-palestrinai béke (1557), cateau-cambrésis-i béke (1559).

Ezekben a harcokban a legtöbb európai állam (közte a Magyar Királyság) is érintve volt, hiszen a franciák az Oszmán Birodalommal szövetkeztek Spanyolország és Német-római Birodalom ellen. A Habsburgok és a Valois-k között fél évszázadon át Itália birtokáért folyó háborúkat az 1559-es cateau-cambrésis-i békeszerződés zárta le, amely a következő 100 évre rögzítette a spanyol Habsburgok dominanciáját Itália fölött.